# Коликова, Мария
Мария Коликова (словац. Mária Kolíková, род. 29 августа 1974, Дунайска-Стреда, Чехословакия) — словацкий адвокат, политический и государственный деятель. Член партии «Свобода и солидарность». В прошлом — министр юстиции (2020—2022), депутат Национального совета (2020).

## Биография
Родилась 29 августа 1974 года в городе Дунайска-Стреда.
В 1993—1999 гг. училась на юридическом факультете Университета имени Я. А. Коменского в Братиславе. Получила степень магистра. В 1998 году стажировалась в Университете Квазулу-Натал в Дурбане в ЮАР. В 2001 году стажировалась в Школе права университета Джорджтаун в Вашингтоне США. В 2004 году прошла практический семинар в Нидерландском Хельсинкском комитете, посвящённый рассмотрению в Европейском суде по правам человека дел о дискриминации.
В 1997—2005 гг. преподавала на кафедре гуманитарных проектов, гражданственности и демократии. В 1998—2002 гг. работала в летних и весенних школах прав человека для студентов юридических специальностей. В 2001 году основала общественную Юридическую клинику при юридическом факультете Трнавского университета и до 2005 года преподавала в ней.
В 1999—2002 гг. работала юридическим переводчиком в юридической фирме. С 2003 года — адвокат. В 2007—2009 гг. владела своей адвокатской фирмой. С июля 2012 по март 2016 года и с сентября 2018 года — адвокат в фирме Kolíková & Partners.
В 2006 году министр юстиции Луция Житнянска назначила Марию Коликову директором Центра правовой помощи. Следующий министр юстиции Штефан Гарабин в декабре оспорил это решение и прекратил её работу. С июля 2010 по март 2012 года — государственный секретарь Министерства юстиции Словакии при министре Луции Житнянской в кабинете Радичовой. В мае — июне 2012 года — иностранный советник при министре юстиции Чехии Иржи Поспишил по вопросам реформирования судебной системы. В марте — августе 2016 года — государственный секретарь Министерства юстиции Словакии при министре Луции Житнянской в третьем кабинете Фицо.
Владеет английским, французским, русским и немецким языками.

## Политическая карьера
В 2019 году вступила в партию «За людей», созданную 2 сентября и возглавляемую президентом Словакии Андреем Киской.
На парламентских выборах 29 февраля 2020 года избрана депутатом Национального совета от партии «За людей». 21 марта в связи с переходом на работу в правительство покинула Национальный совет. Вакантное место заняла Александра Пивкова (Alexandra Pivková).
21 марта 2020 года получила портфель министра юстиции в кабинете Матовича во главе с Игором Матовичем. 8 сентября 2021 года покинула партию «За людей» и перешла в партию «Свобода и солидарность», возглавляемую Рихардом Суликом. Ушла в отставку вместе с вице-премьером Рихардом Суликом по условию, поставленному премьером Словакии, на фоне правительственного кризиса из-за закупок российской вакцины «Спутник V». Президент Зузана Чапутова приняла отставку 23 марта. 1 апреля получила портфель министра юстиции в кабинете Эдуарда Хегера. 5 сентября 2022 года подала в отставку, потому что партия «Свобода и солидарность» вышла из коалиции, исполняла обязанности до 13 сентября.